# Harry Kellar

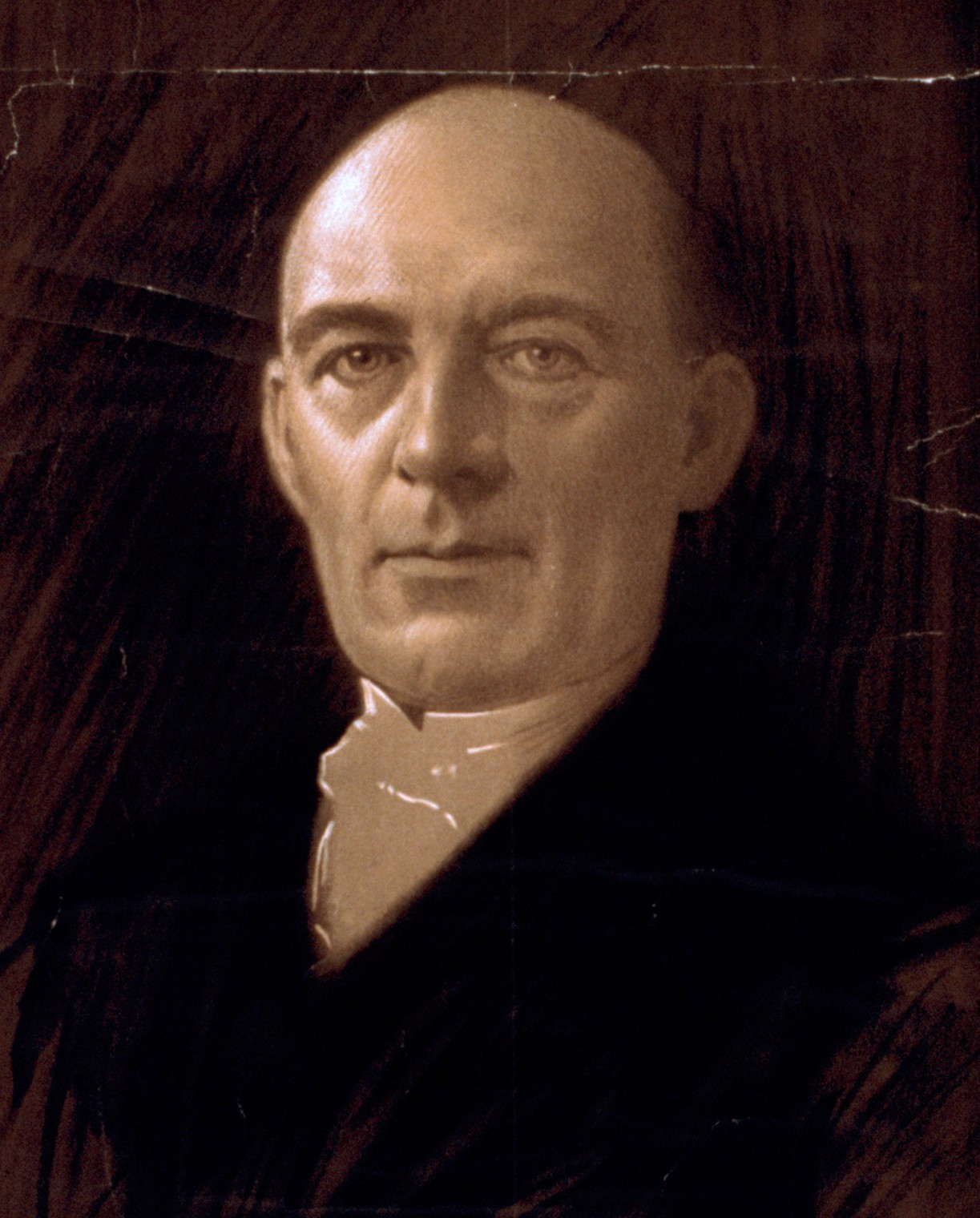
Harry Kellar 1902

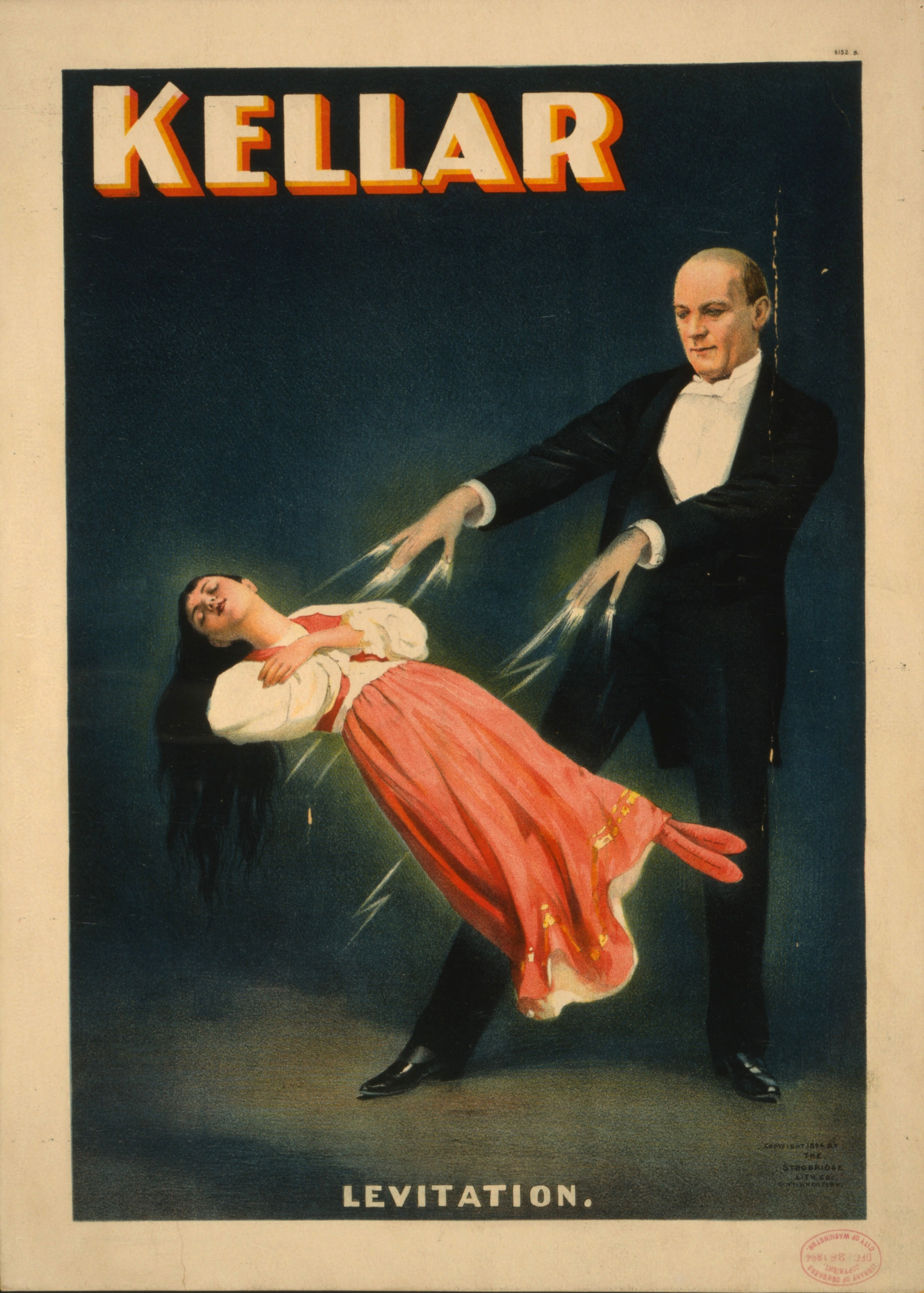
Harry Kellar lässt eine Assistentin schweben; Plakat von 1894

Harry Kellar (eigentlich Heinrich Keller; * 11. Juli 1849 in Erie, Pennsylvania; † 10. März 1922) war von 1896 bis 1908 der bekannteste amerikanische Zauberkünstler.
Seine deutschen Eltern waren nach Erie, Pennsylvania, emigriert. Heinrich experimentierte im Alter von zehn Jahren mit chemischen Gemischen und sprengte ein Loch in den Fußboden der Drogerie seines Lehrherrn. Aus Furcht vor seinen Eltern stahl er sich davon und wurde Vagabund.
Nachdem er in New York eine Vorstellung des Fakir of Ava (Isaiah Harris Hughes) gesehen hatte, beschloss er, selbst Zauberkünstler zu werden, wurde als Assistent eingestellt und reiste im Alter von 12 bis 18 Jahren mit diesem umher. Mit seiner ersten eigenen Vorstellung hatte er großen Erfolg.
Von 1869 bis 1873 war er Bühnenmeister für die Gebrüder Davenport. Danach trat er zusammen mit deren ehemaligem Manager William Fay als Fay & Keller auf und tourte gemeinsam mit diesem durch Kuba, Mexiko, Mittel- und Südamerika. 1875, als bei einer Überfahrt nach Europa beim Schiffbruch all seine Utensilien verloren gingen, kehrte er in die USA zurück, um danach zwei Jahre durch Lateinamerika zu reisen. Mit einer neuen Truppe trat er dann in der Egyptian Hall, London, auf. Nach einer weiteren längeren Reise war er 1876 wieder im Westen der USA.
Seinem englischen Kollegen John Nevil Maskelyne stahl er das Geheimnis des schwebenden Menschen, indem er dessen Bühnenhelfer abwarb.

## Ehrungen
Kellar hat heute einen Platz in der Hall of Fame der Society of American Magicians.
Harry Houdini wurde von Kellar inspiriert, so dass er von ihm seinen Vornamen entlehnte, während sich der Nachname auf Jean Eugène Robert-Houdin bezog.
Außerdem hat Lyman Frank Baum die namensgebende Hauptfigur des Zauberers von Oz nach Kellar gestaltet.